# Хелен Дейл
Гелен Дейл (англ. Helen Dale, відома також як Helen Darville, народилася 24 січня 1972) — австралійська письменниця. При вивченні англійської літератури в Університеті Квінсленда в Брисбені (Австралія), від імені української дівчини Олени Демиденко написала роман «Рука, яка підписала папери» (англ. The Hand that Signed the Paper), про українську сім'ю Коваленко, члени якої стають свідками та виконавцями під час Голокосту.
У 1993 році роман завоював Австралійську літературну премію Фогеля за рукопис. Книга була вперше опублікована в 1994 році під псевдонімом автора «Олена Демиденко» і виграла премію Майлса Франкліна на наступний рік, перш ніж стати предметом великої австралійської літературної полеміки про помилкові твердження автора українського етнічного походження. ЇЇ спотворення були названі «літературною містифікацією».